# L'arte di arrangiarsi
L'arte di arrangiarsi és una pel·lícula de comèdia italiana del 1954 dirigida per Luigi Zampa i protagonitzada per Alberto Sordi. Representa l'última part d'una trilogia ideada i argumentada per Vitaliano Brancati, després d' Anni difficili (1948) i Anni facili (1953). Ha estat seleccionada per formar part dels 100 film italiani da salvare.

## Sinopsi
Rosario Scimoni, un oportunista sense escrúpols, nebot de l’alcalde de Catània, sempre està disposat a posar-se al costat de qualsevol persona que pugui ajudar-lo. Passa del socialisme al feixisme amb aparent cinisme; canviar la fe política tan fàcilment com canvia de dona. Després de ser la mà dreta d’un home honorable i administrador de molins, després de la guerra arriba a Roma i intenta fer una pel·lícula, al principi buscant el suport dels comunistes, i amb la victòria dels demòcrates cristians es veu obligat a canviar el guió.
La pel·lícula religiosa, protagonitzada per una nova xicota, està finançada amb el capital d’un duc que, convençut que està finançant les seves missions estrangeres, el deté i el condemna a cinc anys de presó tan aviat com descobreixi la veritat. Un cop fora, Rosario intenta fundar el seu propi partit, però a les eleccions obté molt pocs vots i es reduirà a vendre fulles d’afaitar amb el seu nou soci.

## Repartiment
- Alberto Sordi – Rosario Scimoni
- Marco Guglielmi – Avv. Giardini
- Franco Coop – Il sindaco
- Luisa Della Noce – Paola
- Franco Jamonte – Pizzaro
- Elena Gini – Mariuccia Guardini
- Elli Parvo – Emma Scimoni
- Armenia Balducci – Lilli Di Angelis
- Carlo Sposito – Duca di Lanocita
- Giovanni Di Benedetto – Onorevole Toscano
- Antonio Acqua – Ing. Casamottola
- Gino Buzzanca – Barfone Mazzei

## Distribució
La pel·lícula fou inscrita al Pubblico registro cinematografico amb el n. 1.512. Presentat el 25 de novembre de 1954 a la Commissione di Revisione Cinematografica, presidida per Oscar Luigi Scalfaro, va obtenir el vist de censura n. 17.853 el 22 de desembre de 1954 amb una longitud declarada de 2.600 metres i una longitud efectiva de 2.598 metres, en determinades condicions: que s'elimini l'expressió "puttaniere" en la conversa entre Rosario i el duc; que s'elimini l'esment del Vaticà en la conversa entre el duc i Santucci; a més, que s'elimini l'expressió "un conseller de minories", així com l'expressió "alt càrrec". Després d’aquests canvis, la pel·lícula podrà circular lliurement, va tenir la seva primera projecció pública el 29 de desembre de 1954 i en la seva recaptació arriba a les 257.700.000 lires. La pel·lícula es va projectar a l'estranger només a Alemanya, amb el títol de Kanaille von Catania el 21 de setembre de 1956; a França mai no es va mostrar als cinemes, arribant directament a la televisió el 3 d'octubre de 2010 amb el títol L'art de se débrouiller. Fou publidada en DVD per Medusa Video.

## Crítica
| «                                   | L'arte di arrangiarsi és l'últim guió en què va treballar el difunt escriptor Vitaliano Brancati. Interpretat i dominat per un Alberto Sordi en plena forma, és el retrat i la història, amb un segell purament brancacià, que és satíric, d’un dels molts revestiments, versipels, oportunistes o com vulgueu anomenar-los, que han fet els seus malabars. en aquest últim i tempestuós cop d'ull de la història nacional. Luigi Zampa va dirigir amb pols i la pel·lícula va resultar festiva i mordaç". | » |
| — Anonimo, Stampa Sera, 3 març 1955 | |   |

| «                                                                                          | […] El títol subratlla l'aspecte bàsic de la pel·lícula, que és una sàtira d'una mentalitat particular i d'un costum social particular, i que té lloc en el context d'una societat en què l'oportunisme, la prepotència i la l'engany és l’únic mitjà per sobreviure. Malauradament, la pel·lícula no desenvolupa totes les indicacions satíriques del text i sovint es limita a una comicitat bonifàcia i amanerada [...]. | » |
| — Gianni Rondolino, Catalogo Bolaffi del Cinema Italiano 1945-1955, Editore Bolaffi (1967) | |   |

| « | […] Dos elements uneixen les tres pel·lícules següents, Anni difficili (1948), Anni facili (1953) i L'arte di arrangiarsi (1954): l'argument de Vitaliano Brancati i una continuïtat d'anàlisi que, a partir del període feixista (per a la primera pel·lícula hi va haver fins i tot una interpel·lació parlamentària), passa per la mala governança demòcrata cristiana dels anys cinquanta per arribar a la representació de l’oportunisme com a “element de supervivència” a la postguerra italiana. | » |
| — Daniela Ragazzoni, Alfonso Canziani (a cura di), Cinema di tutto il mondo, Arnoldo Mondadori Editore, Milano, 1978 | |   |